# Jeverland
Het Jeverland is het noordelijke deel van het Landkreis Friesland, genoemd naar de stad Jever die het centrum vormt van de streek. De streek was oorspronkelijk als Heerlijkheid Jever een heerlijkheid binnen het Heilige Roomse Rijk en kwam uiteindelijk door vererving in 1575 - het jaar waarin Maria, Vrouwe van Jever kinderloos overleed, aan Oldenburg. Tot de streek hoorde tot in de 19e eeuw ook het gebied waar nu Wilhelmshaven ligt, en dat eerder deels als stad Rüstringen bekend was. Als kreisfreie Stadt maakt het tegenwoordig geen onderdeel meer uit van Friesland.